# 4069 Blakee
4069 Blakee è un asteroide della fascia principale. Scoperto nel 1978, presenta un'orbita caratterizzata da un semiasse maggiore pari a 2,1716535 UA e da un'eccentricità di 0,0737396, inclinata di 2,18091° rispetto all'eclittica.